# Mechthild von Kleve
Mechthild Gräfin von Kleve (* im 13. Jahrhundert; † 21. Dezember 1309 in Marburg) war Herzogin von Kleve und durch Heirat Landgräfin von Hessen.

## Leben
Mechthild von Kleve wurde als Tochter des Dietrich von Kleve (1226–1276) und dessen Gemahlin Aleidis von Heinsberg († nach 1303) geboren. 
Im März 1276 heiratete sie den Landgrafen Heinrich I. von Hessen, der in erster Ehe mit Adelheid von Braunschweig verheiratet war und mit ihr sechs Kinder hatte.
Aus Mechthilds Ehe stammen die Kinder 
- Elisabeth die Mittlere (1276–1306), verheiratet in erster Ehe mit Herzog Wilhelm von Braunschweig-Wolfenbüttel (1270–1292); in zweiter Ehe mit Graf Gerhard V. von Eppstein
- Agnes (1277–1335), verheiratet mit Burggraf Johann I. von Nürnberg-Zollern
- Johann (1278–1311), Landgraf von Niederhessen, verheiratet mit Adelheid von Braunschweig-Göttingen
- Ludwig (1282–1357), 1310 Bischof von Münster
- Elisabeth die Jüngere (1284–1308), verheiratet mit Graf Albert II. von Görz-Lienz[1]
- Katharina (1286–1322), verheiratet mit Graf Otto IV. von Orlamünde
- Jutta (1289–1317), verheiratet mit Herzog Otto von Braunschweig-Göttingen